# Øster Vrøgum
Øster Vrøgum is een plaats in de Deense regio Zuid-Denemarken, gemeente Varde. De plaats telt 348 inwoners (2008). Het dorp ligt aan de spoorlijn Varde - Nørre Nebel.